# Булаешты
Булаешты(рум. Bulăieşti, Булэешть) — село в Оргеевском районе Молдавии. Относится к сёлам, не образующим коммуну. Расположен в 26 км от Оргеева и 74 км от Кишинева.

## История
Впервые упоминается в документе канцелярии Александру Лэпушняну от 1558 г.
В переписи 1817 года указано Слобода Булаешты в Верхне-Днестровском округе Оргеевского цинута. Разряд Г (состояние села недостаточное). Низшие сословие (цараны) всего 16 хозяйств. Вотчина принадлежит господину титулярному советнику Ионицэ Яманди.
Согласно ревизий 1824 года в Булаешты проживало 98 семьи, из которых 1 священник и 97 семьи царан.
В 1825 году построена каменная церковь усердием бывшей местной владелице Гурьевой в честь Св. Великомученика Георгия.
В ревизий 1835 года указано 4 семьи священнослужителей (7 мужчин и 11 женщин) и 99 семьи царан (236 мужчин и 217 женщин).
| Число домов | Число домов | Жителей | Жителей | Жителей | Жителей | Лошадей | Лошадей | Рогатого скота | Рогатого скота | Овец и коз | Овец и коз |
| 1870        | 1875        | 1870    | 1870    | 1875    | 1875    | 1870    | 1875    | 1870           | 1875           | 1870       | 1875       |
| 1870        | 1875        | муж.    | жен.    | муж.    | жен.    | 1870    | 1875    | 1870           | 1875           | 1870       | 1875       |
| ----------- | ----------- | ------- | ------- | ------- | ------- | ------- | ------- | -------------- | -------------- | ---------- | ---------- |
| 196         | 203         | 495     | 434     | 491     | 458     | 115     | 130     | 230            | 265            | 1800       | 2087       |

В 1904 году: «Булаешты село в Оргеевском уезде, Изворской волости, расположенная в долине Волоака. Имеет виноградники и сады. Численность домов 250; церковь Святого Георгий; русская начальная щкола; 6 ветренных мельниц; население 1513 душ. Рогатного скота 410 голов, овец 429.»
1923 — Булаешть село в Киперченском округе Оргеевского уезда. Население: 861 мужчин и 929 женщин, всего 1790 жителей. В селе была боярская усадьба, Товарный кооператив (1918), 6 ветренных мельниц, начальная школа, православная церковь, сельская почта, мэрия, жандармский пост. Расстояние до Кишиневского вокзала 60 км.
В говоре местных жителей больше всего параллелей с украинскими говорами Буковины и Белзской земли (см. фонетическую таблицу и сопоставительный словарь). Всё это позволяет авторам цитируемой работы предположить, что Булаешты были основаны около XIV века белзскими выходцами.

## География
Село расположено на высоте 164 метра над уровнем моря.

## Население
В 1850 в Булаештах проживало 728 жителей украинской национальности.
Согласно переписи Российской Империй 1897 года в селе проживало 1441 жителей (725 мужчин и 716 женщин) из которых 1424 православного вероисповедания.
| Год       | 1835 | 1850 | 1859 | 1870 | 1875 | 1897 | 1904 | 1923 | 1924 | 1928 | 1930 | 1941 | 2004 | 2014 |
| --------- | ---- | ---- | ---- | ---- | ---- | ---- | ---- | ---- | ---- | ---- | ---- | ---- | ---- | ---- |
| Население | 471  | 728  | 761  | 929  | 949  | 1441 | 1513 | 1790 | 1872 | 2003 | 2170 | 2149 | 1719 | 1318 |

| Национальность | 1930 | 1941 | 2004 | 2014               |
| -------------- | ---- | ---- | ---- | ------------------ |
| украинцы       | 261  |      | 1560 | 1127               |
| молдаване      |      |      | 110  | 147                |
| русские        | 1629 |      | 30   | 28                 |
| гагаузы        |      |      | 9    | меньше или равно 5 |
| румыны         | 245  |      | 3    |                    |
| болгары        | 4    |      |      | меньше или равно 5 |
| поляки         | 1    |      |      |                    |
| еврей          | 30   |      |      |                    |
| прочие         |      |      | 7    | 6                  |
| не указано     |      |      |      | 6                  |
| Всего          | 2170 | 2149 | 1719 | 1318               |